# 尾辻國吉

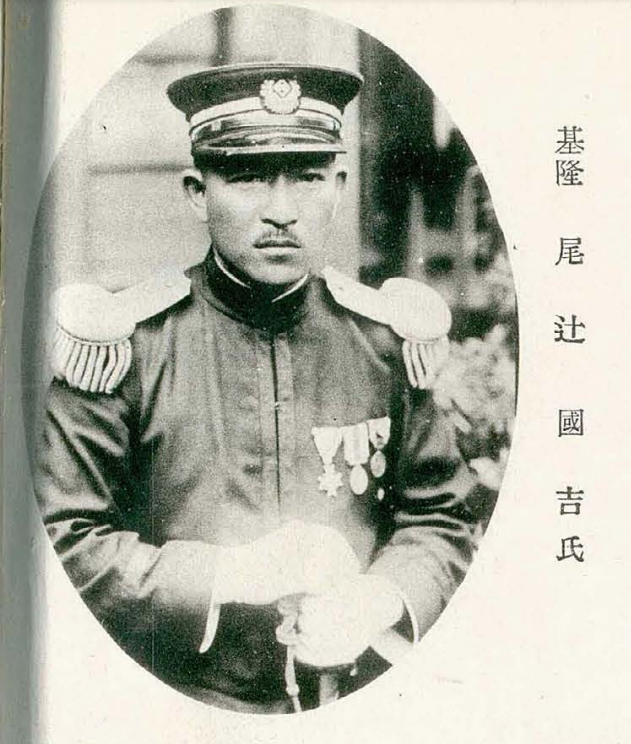
尾辻國吉

尾辻國吉（日语：／ Otsuji Kuniyoshi */?，1883年1月23日—？），日本鹿兒島縣人，建築師，曾任臺灣商工學校、臺灣總督府專賣局講師:86。

## 生平

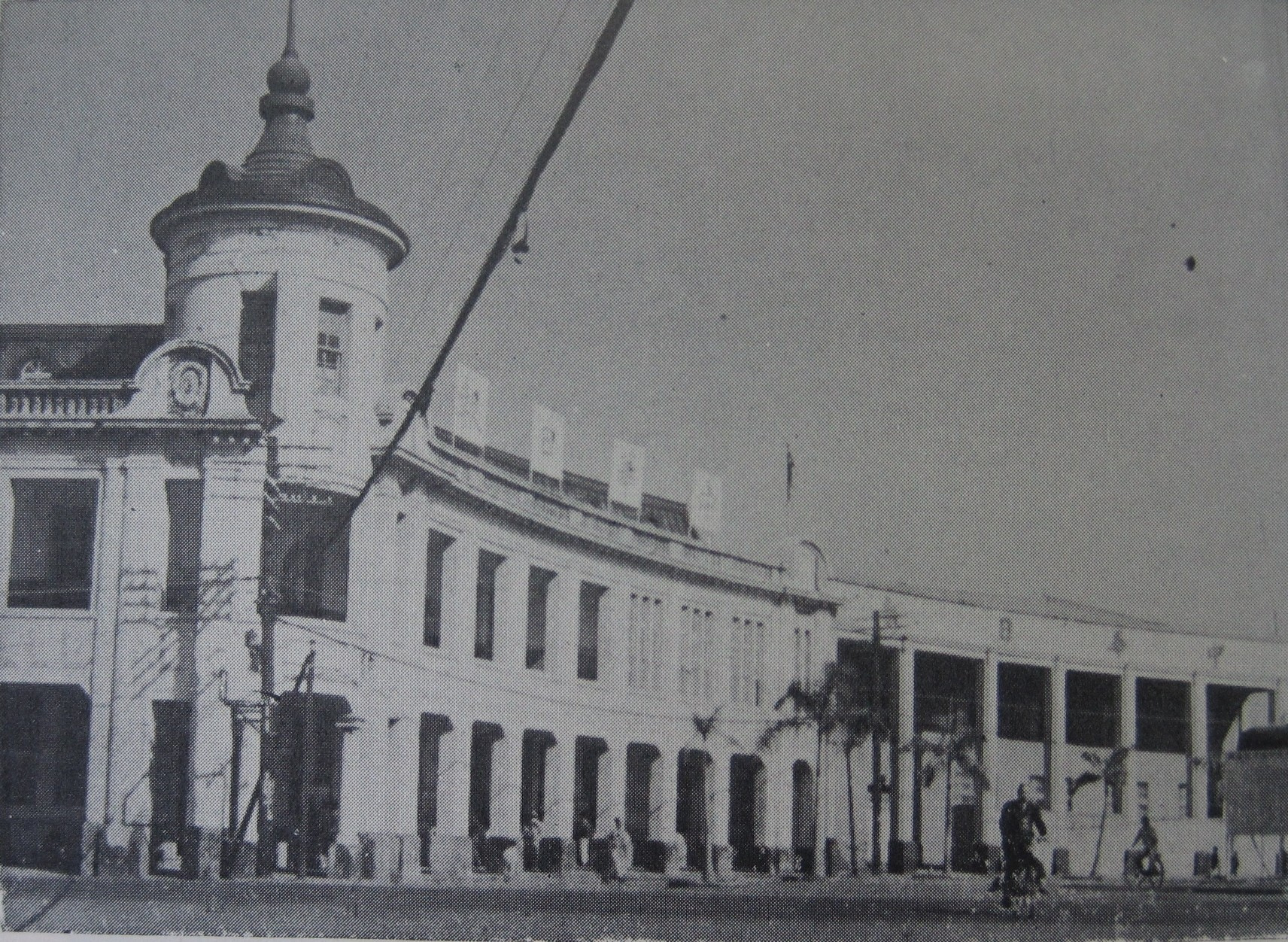
戰後的《臺灣日報》總部

尾辻國吉在1883年1月23日出生於鹿兒島縣川邊郡勝目村下山田（今鹿兒島縣南九州市），為士族尾辻十郎太長男:79。1903年7月畢業於東京工手學校（今工學院大學）建築科，9月進入臺灣總督府擔任民政部雇員，翌年9月任土木局營繕課雇員，1907年3月擔任民政部土木局技手:79。1909年11月任日英博覽會大倉組出品物陳列所建築監督，同時亦計劃前往美國研習，然因父親過世，旋於1910年8月返國，10月復職臺灣總督府土木部營繕課技手，與八板志賀助、後藤麟三郎、安達荒吉一同監督、檢查及驗收打狗醫院（今高雄市立民生醫院）工程，並以德國的行道樹手法為基礎，設計三線道路:79-81。1916年隨臺灣總督府中央研究所技師堀內次雄赴中國、香港、新加坡、南洋等地考察熱帶建築，8月3日返臺:81-82。
1917年7月4日，尾辻國吉接替若林又藏擔任臺南廳庶務課土木係主任，1921年升任臺南州土木技師，參與新營市區計畫、嘉義郡役所、新營郡役所等工程，並設計臺南市立臺南圖書館（今臺南市立圖書館第一代總館）:83-84。1922年7月20日任臺灣總督府專賣局技師，負責處理建築相關事宜:85。擔任專賣局技師期間，曾設計樹林酒工場、宜蘭工場、花蓮工場、嘉義工場及屏東工場等建築:58，並於1922年9月13日被派赴日本進行工場調查，10月2日返臺，之後在1925年9月13日前往東京、大阪、青森、茨城、神奈川、兵庫、廣島等地:85-86。1928年，其決定在臺南市三分子興建米酒工場，並於10月20日前往視察:86。
1934年6月尾辻國吉辭職，隨後被任命為專賣局第1區煙草賣捌人:86，在基隆市日新町開業:164。1937年7月擔任臺灣煙草賣捌人組合臺北支部長及第3區煙草賣捌人:86，翌年與井出松太郎、佐土原吉雄、小園江隆哉等人發起設立株式會社南興公司，其後在《臺灣日報》總部東側擴建建物，同時改建總部。

## 住宅

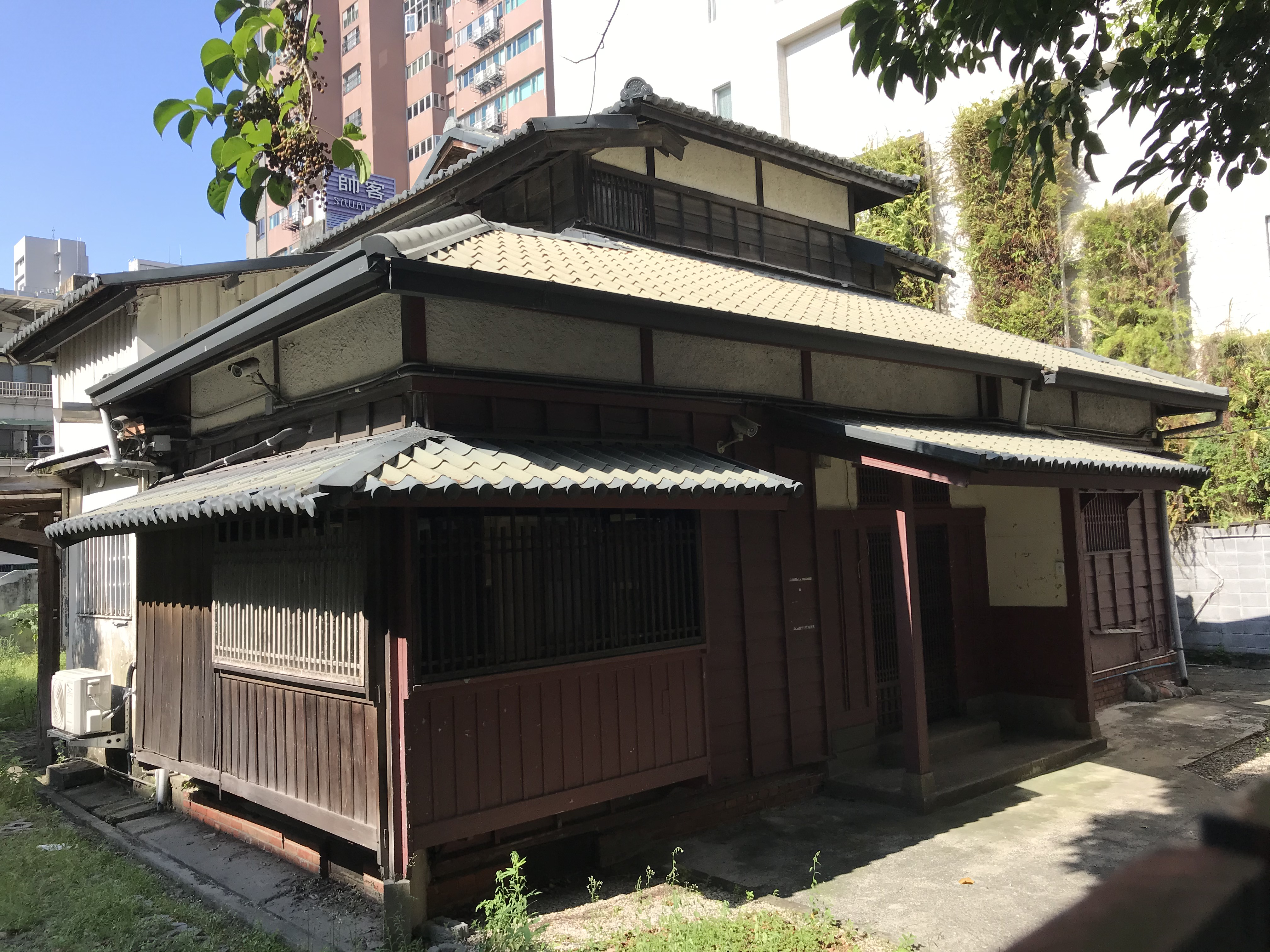
尾辻國吉宅（福州街11號日式宿舍）

尾辻國吉曾在台北市千歲町2丁目11番地（今臺北市中正區福州街11號）興建自宅，完成於1928至1929年間，為其以熱帶氣候家屋構造之知識，考量臺北的氣候及基地條件後建造:82。2011年11月24日，臺北市文化資產審議委員會將該宅以「福州街11號日式宿舍」之名登錄為歷史建築。